# Komora wanienkowa
Komora wanienkowa jest to jeden z rodzajów komór spalania w silnikach o zapłonie iskrowym. Ta komora ma kształt odwróconej wanny, w której dnie są umieszczone gniazda zaworów. Świeca zapłonowa jest wkręcana zwykle w boczną ścianę między zaworami. Trzonki zaworów są ustawione pionowo w jednym rzędzie, co upraszcza napęd zaworów. 
Jest to komora zapewniająca prostotę konstrukcji głowicy i rozrządu.